# Symplocos reflexa
Symplocos reflexa är en tvåhjärtbladig växtart som beskrevs av A. Dc. Symplocos reflexa ingår i släktet Symplocos och familjen Symplocaceae. Inga underarter finns listade i Catalogue of Life.